# 哈申·拉曼纳亚盖
哈申·拉曼纳亚盖（1995年4月18日—），是斯里兰卡的一级板球运动员。他曾作为斯里兰卡队的一员参加2014年19岁以下板球世界杯。
在英语板球2015年赛季，拉曼纳亚盖是米德尔塞克斯县板球联盟中海格特板球俱乐部的一员. 他在这个赛季中通过击球和投球得了许多分(runs 跑位)，帮助海格特板球俱乐部晋升至MCCL乙级联赛。

## 引用
1. ↑  . ESPN Cricinfo.   [2015-06-27]. （原始内容存档于2015-07-08）.
2. ↑  Kosky, Ben. . Hampstead Highgate Express.   [2019-06-23] （英语）.[永久]